# Raffia (materiaal)

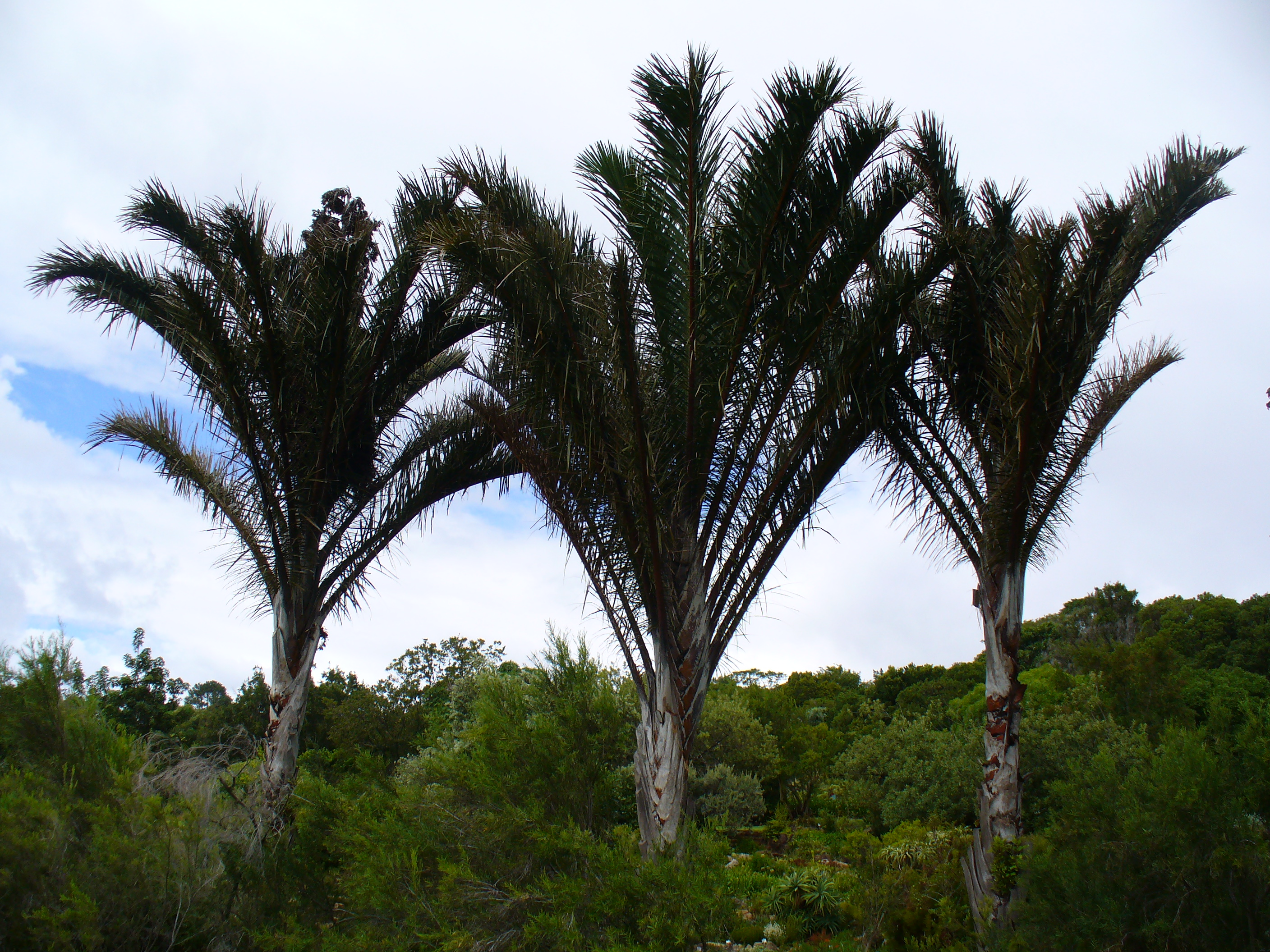
Raffiapalm (de 'Raffia Australis')

Raffia is een materiaal dat vervaardigd is van dunne repen blad van de raphiapalm uit Afrika en Madagaskar.
Raffia kent diverse toepassingen: 
- Raffia wordt toegepast om vlechtwerk te vervaardigen.
- Het materiaal wordt ook in de bouw en constructiewerk toegepast, vooral in ontwikkelingslanden. Touw gemaakt van raffia wordt toegepast om zaken bijeen te binden.

Algemene voorbeelden van het gebruik van raffia:
- matten maken
- touwen
- handvatten
- maskers
- invlechten van manen en staarten bij trekpaarden
- parasollen

De raffia wordt gemaakt door van de onderkant van een blad van de palm de nerf te 'strippen', die vervolgens gedroogd wordt. Het eindproduct is een sterke vezel, die los of in touwvorm gedraaid kan worden toegepast.